# Kivijärvi (sjö i Finland, Satakunta)
Kivijärvi är en sjö i Finland. Den ligger i kommunen Björneborg i landskapet Satakunta, i den sydvästra delen av landet, 230 km nordväst om huvudstaden Helsingfors. Kivijärvi ligger 25,3 meter över havet. Arean är 52,6 hektar och strandlinjen är 9,42 kilometer lång. Sjön  ingår i Karvia å huvudavrinningsområde.   I omgivningarna runt Kivijärvi växer i huvudsak barrskog.